# 観世喜之 (3世)
三世 観世喜之（かんぜ よしゆき、1935年6月2日 - ）は、観世流シテ方能楽師。矢来観世家・観世九皐会四世当主。本名観世敬祐(かんぜけいすけ)。

## 経歴
東京出身。3歳で二世観世喜之の養子となり、同人に師事。父より観世九皐会を継承し、矢来能楽堂を中心に活動する。
四番目物の起伏に富んだ演技や三番目物の緻密な舞を得意としている。「卒都婆小町」の演能により、2003年、平成14年度文化庁芸術祭優秀賞を受賞。2005年には平成16年度日本芸術院賞を受賞した。
重要無形文化財「能楽」保持者（日本能楽会会員として総合認定）、公益社団法人観世九皐会理事長。

## 年譜
- 1941年（昭和16年） 6歳で父二世喜之の本名である武雄(たけお)を襲名
- 1942年（昭和17年） 7歳で初シテ「菊慈童」を舞う
- 1954年（昭和29年） 19歳でヴェネツィア・ビエンナーレ国際演劇祭に、日本能楽界初の渡欧能楽団として父二世観世喜之と参加。
- 1981年（昭和56年） 三世観世喜之を襲名
- 1999年（平成11年）10月 「姨捨」披演
- 2004年（平成16年）10月 「檜垣」披演
- 2010年（平成22年）4月 「関寺小町」披演

- 長男(実子・嫡男)が観世喜正。